# Chiusanico
Chiusanico (ligur nyelven Cuzànegu vagy Ciusanego) egy olasz község Liguria régióban, Imperia megyében

## Földrajz

Chiusanico község Imperia megye térképén

Imperiától 16 km-re helyezkedik el.
A vele szomszédos települések Borgomaro, Caravonica, Cesio, Chiusavecchia, Diano Arentino, Lucinasco, Pontedassio, Stellanello (Savona megye) és Testico (Savona megye).

## Fordítás
- Ez a szócikk részben vagy egészben  a   Chiusanico című olasz Wikipédia-szócikk fordításán alapul.  Az eredeti cikk szerkesztőit annak laptörténete sorolja fel. Ez a jelzés csupán a megfogalmazás eredetét és a szerzői jogokat jelzi, nem szolgál a cikkben szereplő információk forrásmegjelöléseként.